# Wonodadi (Butuh)
Wonodadi is een bestuurslaag in het regentschap Purworejo van de provincie Midden-Java, Indonesië. Wonodadi telt 423 inwoners (volkstelling 2010).